# Arthur Oncken Lovejoy
Arthur Schauffler Oncken Lovejoy (* 10. Oktober 1873 in Berlin; † 30. Dezember 1962 in Baltimore, Maryland) war ein US-amerikanischer Historiker und Literaturwissenschaftler. Lovejoy gilt als der Begründer der Ideengeschichte.

## Leben

Lovejoys Eltern Sarah Oncken und Wallace Lovejoy

Arthur Schauffler Lovejoy wurde als Sohn des aus Boston (USA) stammenden Mediziners Wallace William Lovejoy und seiner deutschen Ehefrau Sarah Agnes geboren. Sie war die jüngste Tochter Johann Gerhard Onckens (1800–1884), der als Gründervater des deutschen und kontinentaleuropäischen Baptismus gilt. Lovejoys Vater war nach Deutschland gereist, um in Berlin ein Postgraduales Studium zu absolvieren. Bei seiner Ankunft im Hamburger Hafen war er Oncken begegnet und lernte in dessen Haus seine spätere Ehefrau kennen, die er am 24. September 1872 heiratete und mit der er anschließend nach Berlin verzog. Dort wurde gut ein Jahr später Arthur Lovejoy geboren. Sein Mittelname Schauffler geht auf den Ehenamen seiner Tante Margaret Anna Oncken zurück, die mit dem Baptistenprediger Carl Schauffler verheiratet und zum Zeitpunkt der Geburt Arthurs bereits verwitwet war. Im Mai 1874 kehrte Wallace Lovejoy mit seiner Familie nach Boston zurück. Dort verstarb am 26. April 1875 Arthur Lovejoys Mutter an der Überdosis eines Schlafmittels, das aus der Pflanzengattung Gelsemium gewonnen wird. Ob sie das Medikament – übrigens ohne Wissen ihres Ehemannes – versehentlich oder in suizidaler Absicht einnahm, ist ungeklärt. Lovejoys Vater sah sich aufgrund dieser Ereignisse nicht länger in der Lage, für seinen Sohn zu sorgen. Er gab ihn in die Obhut von Verwandten, die ihn mit nach Deutschland nahmen. Erst 1878 kehrte Arthur Lovejoy zu seinem Vater nach Boston zurück. Der hatte inzwischen seinen Arztberuf aufgegeben und war nach theologischen Studien Pastor der Episkopalkirche geworden. 1881 heiratete er Emmeline Dunton, die dann als Stiefmutter für die Erziehung Arthur Lovejoys in erster Linie sorgte. Die Familie wechselte in der Folgezeit häufig den Wohnsitz. Eine kurze Zeit lebte sie in Irontown (Ohio), später in Germantown, Palmyra (New Jersey), Trenton (New Jersey) und ab 1891 in Oakland (Kalifornien). Um 1890 nahm Arthur Lovejoy den Geburtsnamen seiner leiblichen Mutter an und nannte sich (bei Weglassung seines ursprünglichen Mittelnamens) fortan Arthur O(ncken) Lovejoy.
Nach seiner schulischen Ausbildung studierte Arthur Oncken Lovejoy von 1891 bis 1895 an der University of California, Berkeley Sprachen und Philosophie. Einer seiner Professoren war hier George Holmes Howison (1834–1916), der sich unter anderem mit dem Konflikt zwischen der menschlichen Freiheit auf der einen und der Allgegenwart und Allwissenheit Gottes auf der anderen Seite auseinandersetzte. Im Herbst 1895 immatrikulierte sich Lovejoy an der Harvard University, wo er unter anderem Vorlesungen der Professoren Josiah Royce, Hugo Münsterberg, George Herbert Palmer (1842–1933) und George Santayana hörte.
Als Geschichtsprofessor an der Johns Hopkins University von 1910 bis 1939 begründete Lovejoy den History of Ideas Club der Universität, den er auch jahrzehntelang leitete. Dies war ein Treffpunkt von bedeutenden Historikern und Literaturkritikern.
Ab 1935 arbeitete Lovejoy zusammen mit George Boas (1891–1980) in Baltimore an einer Ideengeschichte des Primitivismus in der europäischen Geistesgeschichte.
1936 erschien sein Hauptwerk The Great Chain of Being, das auf seinen William James Lectures 1933 an der Harvard University basiert.
Er begründete 1940 die Zeitschrift "Journal of the History of Ideas". Seit 1932 war er Mitglied der American Philosophical Society.

## Werke (Auswahl)
- Arthur O. Lovejoy: The Great Chain of Being: A Study of the History of an Idea, Cambridge: Harvard University Press, 1936, 1961, 1970 (deutsch: Die große Kette der Wesen: Geschichte eines Gedankens. Frankfurt a. M.: Suhrkamp. 2. Aufl. 1993. (suhrkamp taschenbuch wissenschaft). ISBN 3-518-28704-4.)
- Arthur O. Lovejoy: Essays in the History of Ideas, darin auch The Supposed Primitivism of Rousseaus Discourse on Inequalitiy, Baltimore 1948
- Arthur O. Lovejoy and Georg Boas: Primitivism and Related Ideas in Antiquity, New York 1965 (1953)